# Dummy (film fra 2002)
Dummy er en dramedyfilm skrevet og instrueret af Greg Pritikin fra 2002 . Dummy havde sin premiere den 21. februar 2002 og blev udgivet til biograferne den 12. september 2003. Filmen var udgivet til hjemmedier af Lions Gate Entertainment den 17. februar 2004.

## Medvirkende
- Adrien Brody som Steven Schoichet
- Milla Jovovich som Fangora "Fanny" Gurkel
- Illeana Douglas som Heidi Schoichet
- Vera Farmiga som Lorena Fanchetti
- Jessica Walter som Fern Schoichet
- Ron Leibman som Lou Schoichet
- Jared Harris som Michael Foulicker
- Helen Hanft som Mrs. Gurkel
- Lawrence Leritz som brudgom
- Poppi Kramer som bruden
- Mirabella Pisani som Bonnie

## External links
- Dummy på Internet Movie Database (engelsk)
- Dummy på AlloCiné (fransk)
- Dummy på MovieMeter (nederlandsk)
- Dummy på AllMovie (engelsk)
- Dummy på Turner Classic Movies (engelsk)
- Dummy på The Movie Database (engelsk)
- Dummy på Rotten Tomatoes (engelsk)
- Dummy på Metacritic (engelsk)
- Dummy på Box Office Mojo (engelsk)
- Dummy på Filmaffinity (engelsk)